# Інтернешнл-Фоллс
Інтернешнл-Фоллс (англ. International Falls) — місто (англ. city) в США, в окрузі Кучичинг штату Міннесота, адміністративний центр округу. Населення — 5802 особи (2020).
Поселення було засновано у квітні 1895 року, статус міста надано в 1909 році.
В місті є сертифікований ІАТА та ІКАО аеропорт з двома злітними смугами.
За 11 кілометрів на схід від міста розташовується національний парк «Вояджерс».

## Географія
Інтернешнл-Фоллс розташований на лівому березі біля джерел річки Рейни, на кордоні з Канадою за координатами 48°35′11″ пн. ш. 93°24′28″ зх. д. / 48.58639° пн. ш. 93.40778° зх. д. (48.586353, -93.407743). Навпроти нього, на правому березі річки, розташовується канадське місто Форт-Френсес; разом ці два міста утворюють транскордонну агломерацію. Зв'язок між містами здійснюється за допомогою автозалізничного мосту, обладнаному митними терміналами.
За даними Бюро перепису населення США у 2010 році місто мало площу 16,90 км², з яких 16,62 км² — суходіл та 0,28 км² — водойми.

### Клімат
Вважається, що це місто — найхолодніше місце в континентальній частині США, тому неофіційна назва міста — «Холодильник нації». Це прізвисько використовується як торгова марка, підтверджена Бюро з реєстрації патентів та торгових марок США 2008 року.
| Клімат : Інтернешнл-Фоллс                   | Клімат : Інтернешнл-Фоллс | Клімат : Інтернешнл-Фоллс | Клімат : Інтернешнл-Фоллс | Клімат : Інтернешнл-Фоллс | Клімат : Інтернешнл-Фоллс | Клімат : Інтернешнл-Фоллс | Клімат : Інтернешнл-Фоллс | Клімат : Інтернешнл-Фоллс | Клімат : Інтернешнл-Фоллс | Клімат : Інтернешнл-Фоллс | Клімат : Інтернешнл-Фоллс | Клімат : Інтернешнл-Фоллс | Клімат : Інтернешнл-Фоллс |
| Показник                                    | Січ.                      | Лют.                      | Бер.                      | Квіт.                     | Трав.                     | Черв.                     | Лип.                      | Серп.                     | Вер.                      | Жовт.                     | Лист.                     | Груд.                     | Рік                       |
| Абсолютний максимум, °C                     | 9,4                       | 14,4                      | 26,1                      | 33,9                      | 35,0                      | 38,3                      | 39,4                      | 35,6                      | 35,6                      | 31,1                      | 22,8                      | 13,3                      | 39,4                      |
| Середній максимум, °C                       | −9,2                      | −5,6                      | 1,5                       | 10,8                      | 18,2                      | 22,9                      | 25,4                      | 24,4                      | 18,6                      | 10,6                      | 0,9                       | −7,2                      | 9,3                       |
| Середній мінімум, °C                        | −21,4                     | −18,5                     | −10,8                     | −2,7                      | 3,7                       | 9,1                       | 11,4                      | 10,4                      | 5,4                       | −0,6                      | −8,1                      | −17,6                     | −3,2                      |
| Абсолютний мінімум, °C                      | −48,3                     | −44,4                     | −38,9                     | −25,6                     | −13,3                     | −5                        | 0,0                       | −2,8                      | −7,2                      | −16,7                     | −35,6                     | −40,6                     | −48,3                     |
| Середня кількість сонячних годин на місяць  | 93                        | 141                       | 155                       | 210                       | 248                       | 270                       | 310                       | 248                       | 180                       | 124                       | 90                        | 93                        | 2162                      |
| Норма опадів, мм                            | 16                        | 14                        | 24                        | 39                        | 73                        | 100                       | 94                        | 71                        | 76                        | 53                        | 35                        | 21                        | 615                       |
| Днів з опадами                              | 9,3                       | 7,9                       | 8,8                       | 8,7                       | 12,4                      | 13,7                      | 11,9                      | 11,0                      | 11,9                      | 11,7                      | 10,0                      | 10,7                      | 128,0                     |
| Днів зі снігом                              | 12,4                      | 9,9                       | 7,8                       | 3,3                       | 0,5                       | 0                         | 0                         | 0                         | 0,2                       | 2,4                       | 9,6                       | 12,8                      | 58,9                      |
| Вологість повітря, %                        | 70.8                      | 67.4                      | 65.7                      | 61.1                      | 61.3                      | 68.6                      | 71.2                      | 74.8                      | 77.1                      | 74.2                      | 78.8                      | 77.1                      | 70.7                      |
| ------------------------------------------- | ------------------------- | ------------------------- | ------------------------- | ------------------------- | ------------------------- | ------------------------- | ------------------------- | ------------------------- | ------------------------- | ------------------------- | ------------------------- | ------------------------- | ------------------------- |
| Джерело: NOAA (relative humidity 1961–1990) |                           |                           |                           |                           |                           |                           |                           |                           |                           |                           |                           |                           |                           |

## Демографія
Згідно з переписом 2010 року, у місті мешкали 6424 особи у 2903 домогосподарствах у складі 1645 родин. Густота населення становила 380 осіб/км². Було 3157 помешкань (187/км²).
Расовий склад населення:
| - 93,3 % — білих - 2,5 % — корінних американців - 1,0 % — чорних або афроамериканців - 0,2 % — азіатів |

До двох чи більше рас належало 2,8 %. Частка іспаномовних становила 1,1 % від усіх жителів.
За віковим діапазоном населення розподілялося таким чином: 21,9 % — особи молодші 18 років, 58,3 % — особи у віці 18—64 років, 19,8 % — особи у віці 65 років та старші. Медіана віку мешканця становила 42,4 року. На 100 осіб жіночої статі у місті припадало 92,7 чоловіків; на 100 жінок у віці від 18 років та старших — 90,9 чоловіків також старших 18 років.
Середній дохід на одне домашнє господарство становив 46 458 доларів США (медіана — 34 528), а середній дохід на одну сім'ю — 61 479 доларів (медіана — 50 197). Медіана доходів становила 47 742 долари для чоловіків та 28 387 доларів для жінок. За межею бідності перебувало 21,7 % осіб, у тому числі 25,5 % дітей у віці до 18 років та 5,9 % осіб у віці 65 років та старших.
Цивільне працевлаштоване населення становило 2762 особи. Основні галузі зайнятості: освіта, охорона здоров'я та соціальна допомога — 22,2 %, роздрібна торгівля — 21,3 %, виробництво — 15,2 %, мистецтво, розваги та відпочинок — 10,8 %.